# Комар Володимир Леонович
Володимир Леонович Комар (нар. 24 квітня 1964, Слобода-Болехівська, Івано-Франківська область УРСР) — український історик, доктор наук, професор. Завідувач кафедри історії Центральної та Східної Європи і спеціальних галузей історичної науки Прикарпатського національного університету імені Василя Стефаника, доктор історичних наук, професор (з 2012 р.), фахівець з історії Польщі та українсько-польських відносин. Провідний спеціаліст з питання польського прометеїзму.

## Біографія
Володимир Леонович Комар народився 24 квітня 1964 р. в селі Слобода-Болехівська Долинського району Івано-Франківської області УРСР (нині Україна). Успішно закінчив восьмирічну школу в 1979 р., після чого завершив навчання у Львівський технікум промислової автоматики у 1983 р., Вступив до Івано-Франківського державного педагогічного інституту ім. В. Стефаника який закінчив в 1992 р., Вступив до аспірантури в Прикарпатському університеті імені Василя Стефаника в 1997 р. Кандидатську дисертацію на тему: «Українське питання в національній політиці Польщі (1935—1939 рр.)» захистив у 1998 р.
Працював у Прикарпатському національному університеті імені Василя Стефаника лаборантом пізніше асистентом та старшим викладачем згодом доцентом кафедри історії слов'ян, начальником відділу наукової та навчально-методичної діяльності університету. Докторську дисертацію на тему: «Концепція прометеїзму в політиці Польщі (1921—1939 рр.)» захистив у 2011 р. по спеціальності 07.00.02 — всесвітня історія. У 2011 р. оублікував однойменну монографію.
У 2002 р. одержав атестат доцента, а в 2012 р. — професора по кафедрі історії слов'ян. Двічі, починаючи з 2006 р.,  успішно обирався на посаду завідувача кафедри історії слов'ян, яку очолює й до тепер (15 березня 2021 р. кафедру було перейменовано на кафедру історії Центральної та Східної Європи і спеціальних галузей історичної науки). Автор понад 120 наукових праць опублікованих  в Україні та ряді європейських країн таких, як: Англії, Литві, Польщі та Туреччині. Учасник більше 100 міжнародних та всеукраїнських наукових форумів: конгресів, симпозіумів, конференцій вебінарів тощо.
Член редколегій українських і зарубіжних наукових журналів. Володимир Леонович член спеціалізованих вчених рад із захисту дисертацій в Україні. Також професор Комар входить до складу Комісії НАН України з вивчення українсько-польських історичних та культурних зв'язків. Пройшов наукові стажування в Україні й за кордоном — в провідних закладах Європи, зокрема: Ягеллонському й Варшавському університетах, а також Літературно-науковому інституті й Польській бібліотеці в Парижі.
Сфера наукових зацікавлень: історія Польщі, політична думка і міжнаціональні відносини в Польщі 1918—1939 рр., українсько-польські відносини, проблематика українсько-польських відносин з 1919 до 1945 рр.

## Наукове зацікавлення
Володимир Леонович Комар спеціалізується на тематиці українсько-польський відносин 1919—1939 рр.

## Цікаві факти
Кандидат в депутати Івано-Франківської міської ради від Демократичного союзу, 18 мажиротарний округ
За вагомі наукові здобутки нагороджений почесною грамотою Івано-Франківської обласної державної адміністрації та Івано-Франківської обласної ради.